# Líder Fraternal y Guía de la Revolución
El Líder Fraternal y Guía de la Revolución (en árabe, الأخ زعيم ومرشد الثورة) fue un antiguo cargo político creado por Muamar el Gadafi para sí mismo en 1977, y que suponía ser el gobernante de facto (pero nunca de manera oficial) de Libia. El cargo fue abolido con el asesinato del líder el 20 de octubre de 2011, si bien ya a esa altura hacía un par de meses que había perdido completamente el control del país.

## Historia
Después del Golpe de Estado del 1 de septiembre de 1969, en el cual el Rey Idris I fue depuesto, Libia fue gobernada por el Consejo de Comando Revolucionario (CCR) liderado por el Coronel Muammar Gaddafi. El 2 de marzo de 1977, después de la adopción de la Declaración de Establecimiento de la Autoridad del Pueblo, el CCR fue abolido y el poder supremo pasó a las manos del Congreso General del Pueblo de Libia del cual Gaddafi fue Secretario General.
El de marzo de 1979, Gaddafi renunció a todas sus funciones públicas y fue designado "Líder" (Qāʾid)  del Estado Libio y le fueron otorgados los títulos honoríficos de "Guía de la Gran Revolución del primero de Septiembre de la Jamahiriya Árabe Libia Popular y Socialista" y "Líder Fraternal y Guía de la Revolución" en las declaraciones del gobierno y la prensa oficial.
Aunque este título fue usado solamente a partir de 1979, es a menudo aplicado a todo el periodo del gobierno de Gaddafi, que ejercía la máxima autoridad en Libia desde 1969.
Aunque Gaddafi no tenía oficialmente ninguna función gubernamental, sus casi 42 años en el poder antes de la Guerra de Libia de 2011 lo convirtieron en el jefe de Estado árabe con el mandato más largo.
Gaddafi retuvo su posición de facto como líder del Ejército Libio, hasta su derrota el 20 de octubre de 2011; cuando fue capturado y posteriormente ejecutado por los rebeldes mientras trataba de huir de la ciudad de Sirte.

## Sistema político de Libia bajo Gaddafi
La Jamahiriya árabe Libia fue formalmente dirigida en la base de la ideología descrita en el Libro Verde. La ideología fue basada en la idea de una democracia directa, en la que todos los ciudadanos, participaran en la toma de decisiones de todos los asuntos políticos. 
Alrededor del país existieron los congresos básicos del pueblo, los cuales fueron considerados los titulares originales de la soberanía. Estos estaban compuestos tanto de hombres como de mujeres. De sus organismos directivos y ejecutivos se formaron las asambleas populares municipales y los comités, y luego el Congreso General del Pueblo (poder legislativo) y el Comité General del Pueblo (poder ejecutivo).
Gaddafi rechazó la representación parlamentaria, por representantes electos, el Congreso General del Pueblo fue visto como un órgano de coordinación que reunió a todos los congresos populares y comités, y no a miembros electos que tomaran decisiones en nombre de las personas. Todas las leyes fueron aprobadas por los congresos populares de base, y finalmente aprobada por el Congreso General del Pueblo.

## Líder Fraternal y Guía de la Revolución
|                                                             | Muammar Gaddafi مُعَمَّر القَذَّافِي                 |                                                 |                              |  |
| Presidente del Consejo de Comando Revolucionario            | 1 de septiembre de 1969 - 2 de marzo de 1977 | 1 de septiembre de 1969 ↓ 20 de octubre de 2011 | Tercera Teoría Internacional |  |
| Primer ministro de Libia                                    | 16 de enero de 1970 - 16 de julio de 1972    | 1 de septiembre de 1969 ↓ 20 de octubre de 2011 | Tercera Teoría Internacional |  |
| Secretario general del Congreso General del Pueblo de Libia | 2 de marzo de 1977 - 2 de marzo de 1979      | 1 de septiembre de 1969 ↓ 20 de octubre de 2011 | Tercera Teoría Internacional |  |